# 诺伊兴
诺伊兴是德国巴伐利亚州的一个市镇。总面积19.68平方公里，总人口2485人，其中男性1273人，女性1212人（2011年12月31日），人口密度126人/平方公里。